# Platypalpus subwagneri
Platypalpus subwagneri is een vliegensoort uit de familie van de Hybotidae. De wetenschappelijke naam van de soort is voor het eerst geldig gepubliceerd in 2003 door Raffone.